# Diphenylcarbazid
Diphenylcarbazid (DPC) ist eine chemische Verbindung aus der Gruppe der Carbazide. Es weist eine ähnliche Strukturformel wie Diphenylcarbazon auf und lässt sich durch Oxidation leicht in dieses überführen.

## Eigenschaften
Diphenylcarbazid ist ein weißer Feststoff, der schwer löslich in Wasser, aber gut löslich in organischen Lösungsmitteln ist. Es bildet mit bestimmten Metallionen farbige Komplexverbindungen.

## Verwendung
Diphenylcarbazid findet Anwendung als Redoxindikator und zur fotometrischen Bestimmung von Chrom(VI)-Verbindungen, wie Chromate bzw. Dichromate. Dabei entsteht Diphenylcarbazon, das mit den Chromverbindungen einen rotvioletten Komplex bildet. Ebenso lassen sich nach dieser Methode Chrom(III)-Verbindungen bestimmen, wobei diese mit einem Oxidationsmittel (z. B. Ammoniumpersulfatlösung) zunächst zu Chrom(VI) oxidiert werden müssen.